# 宅配便で運ばれたヌードギャル
『宅配便で運ばれたヌードギャル』（たくはいびんではこばれたヌードギャル）は、1986年にテレビ朝日系「土曜ワイド劇場」で放送されたテレビドラマ。主演は名高達郎。視聴率は19.2%。

## キャスト
- 八木沢史郎（宅配便の運転手） - 名高達郎
- 石岡節子（史郎の近所の主婦） - 生田悦子
- ツトム（史郎のヨット仲間） - 草川祐馬
- 朝倉奈美（史郎の恋人） - 山口ひろみ
- 大池東署刑事 - 青山孝
- 柿内哲也（サナエの兄） - 三井大介
- 滝沢クニヒコ（奈美の浮気相手） - 入江則雅
- 柿内サナエ（柿内の娘） - 朝倉舞子
- 大西さよ子の夫 - 兼田晴臣
- 大西さよ子 - 角田淑子
- 大西さよ子の娘 - 高橋美佳
- 柿内（製作所経営者） - 織本順吉
- 圭子の母 - 辻伊万里
- ミナミセイジ（護送車に乗せられていた暴走族） - 柳亭風枝
- 刑務官 - 不破万作
- 石岡章（節子の息子・故人） - 石井孝明
- 石岡良平（節子の夫・故人） - 木村元
- 柿内の妻 - 大方斐紗子
- 警官 - 出光元
- 小山田（大池東署刑事） - 綿引勝彦
- 森田圭子（窃盗常習犯の女） - 早乙女愛
- 坂元貞美、白山英雄、重松収、永長裕一郎、越村公一、坂田祥一郎、小林憲二、樋口邦雄、小柳浩一、北村菜生美、今井美子、澤純子、月田真美子、中沢亮

## スタッフ
- 脚本 - 篠崎好
- 監督 - 原田雄一
- 音楽 - 千野秀一
- 擬斗 - 伊奈貫太
- プロデューサー - 藤原裕之、橋倉功、杉本宏
- 制作 - 朝日放送テレビ、東通企画